# Ахлаги, Хабиболла
Хабиболла Йомех Ахлаги (перс. حبیب‌الله اخلاقی‎; род. 3 августа 1985 года) — иранский спортсмен, борец классического стиля. Бронзовый призёр чемпионатов мира 2009 и 2015 годов. Чемпион Азиатских игр 2014 и чемпионата Азии 2012 года. Двукратный победитель Кубка мира. Юный чемпион Азии 2005 года.
Участник двух Олимпиад. В Лондоне в 2012 году занял 13 место в весовой категории до 84 кг. В 2016 году стал седьмым в весовой категории до 85 кг.